# William Scrots

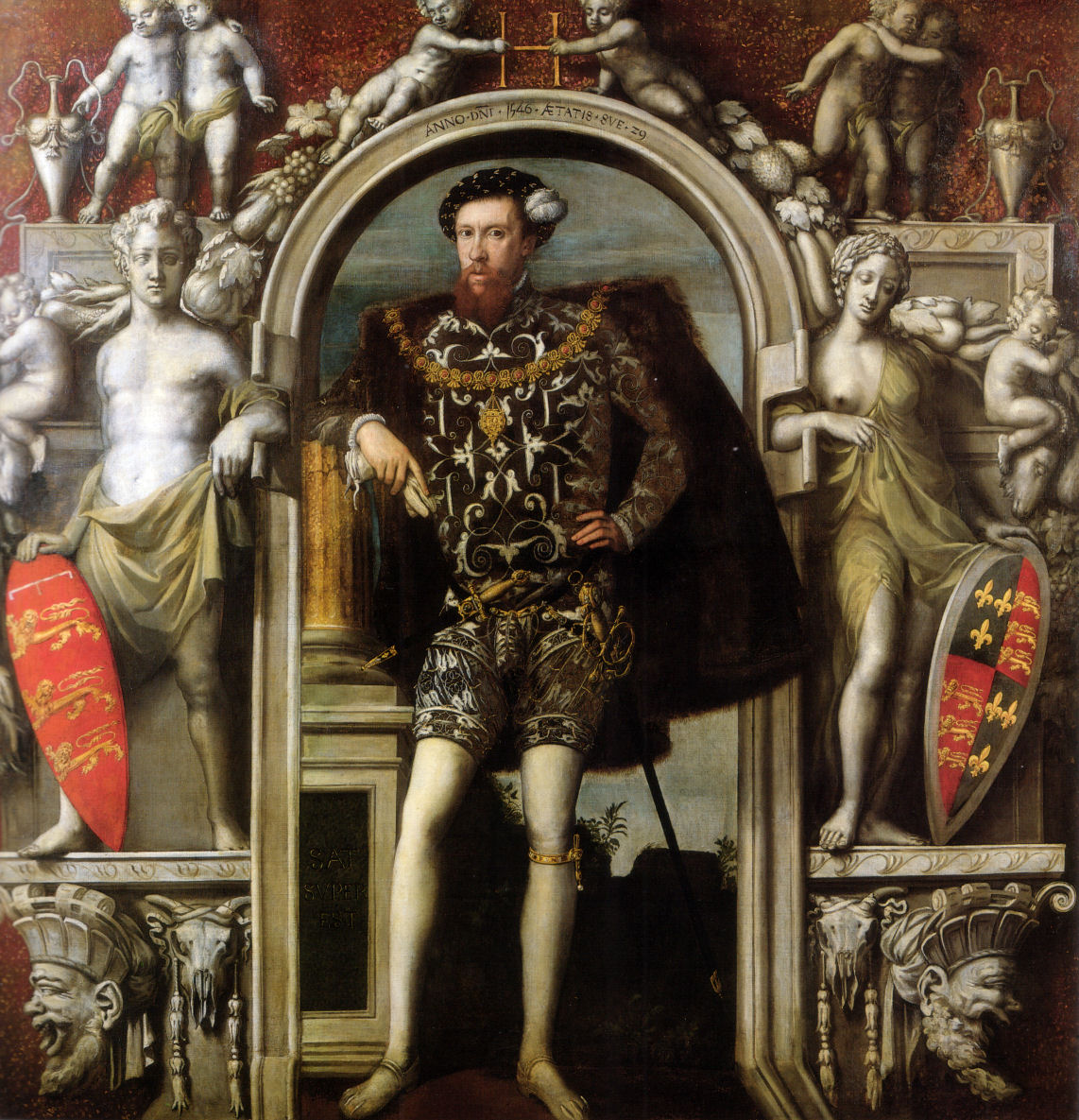
Henry Howard, Comte de Surrey, 1546. Attribué à William Scrots.

William (ou Guillim) Scrots (ou Scrotes ou Stretes) (mort en 1553, actif de 1537 à 1553) est un peintre à la cour des Tudor et un représentant de la peinture maniériste des Pays-Bas. Il est mentionné pour la première fois en 1537 comme peintre de cour chez Marie de Hongrie, Régente des Pays-Bas. En Angleterre, il succède en 1546 à Hans Holbein en tant que Peintre du Roi Henry VIII, avec un salaire annuel de £62 10s (alors qu'Holbein n'en gagnait que £30). Il conserve cette fonction durant le règne du jeune Édouard VI. Son salaire lui est retiré à la mort d'Édouard en 1553, après quoi il n'est plus mentionné. Il a sans doute quitté l'Angleterre. Il meurt probablement entre septembre 1553 et septembre 1554.

## Style

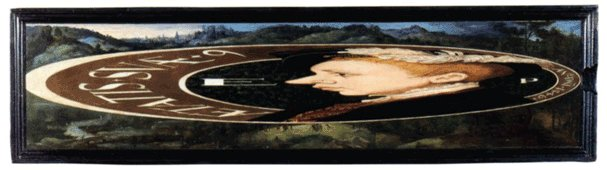
Portrait d'Édouard VI, 1546.

À l'exception d'un intérêt marqué pour les techniques ingénieuses et les accessoires détaillés visibles dans ses œuvres, on connaît peu de choses sur Scrots. Celui-ci a été payé 50 marks pour trois great tables, dont deux représentant Édouard VI ont été donnés aux ambassadeurs Thomas Hoby (en) et John Mason comme cadeaux pour les souverains étrangers (le troisième tableau représentait le comte de Surrey). Ces deux tableaux correspondent sans doute aux deux portraits en pied d'Édouard VI, dont la pose est analogue à celle du portrait que fit Holbein de son père (Royal Collection et Musée du Louvre),,. Scrots a également peint un portrait de profil anamorphosé d'Édouard VI. Ce trucage optique est semblable à celui utilisé par Holbein dans son tableau Les Ambassadeurs et dans les portraits de François I et de Ferdinand I. Plus tard, lorsque l'œuvre fut exposée au Palais de Whitehall lors de l'hiver 1591-92, elle fit grande impression, et tous les visiteurs importants allaient la voir.
Selon les mots de l'historien d'art Ellis Waterhouse, « although Scrots was not a painter of high creative or imaginative gifts, he knew all the latest fashions, and a series of paintings appeared at the English court during the next few years which could vie in modernity with those produced anywhere in northern Europe ». En particulier, Scrots semble avoir aidé à populariser le portrait en pied à l'époque où il était devenu un phénomène de mode sur le continent,.

## Œuvres
- Portrait d'Edouard VI Tudor, roi d'Angleterre de 1547 à 1553, vers 1550, Musée des Beaux-Arts et d'Archéologie Joseph-Déchelette, Roanne.

## Galerie

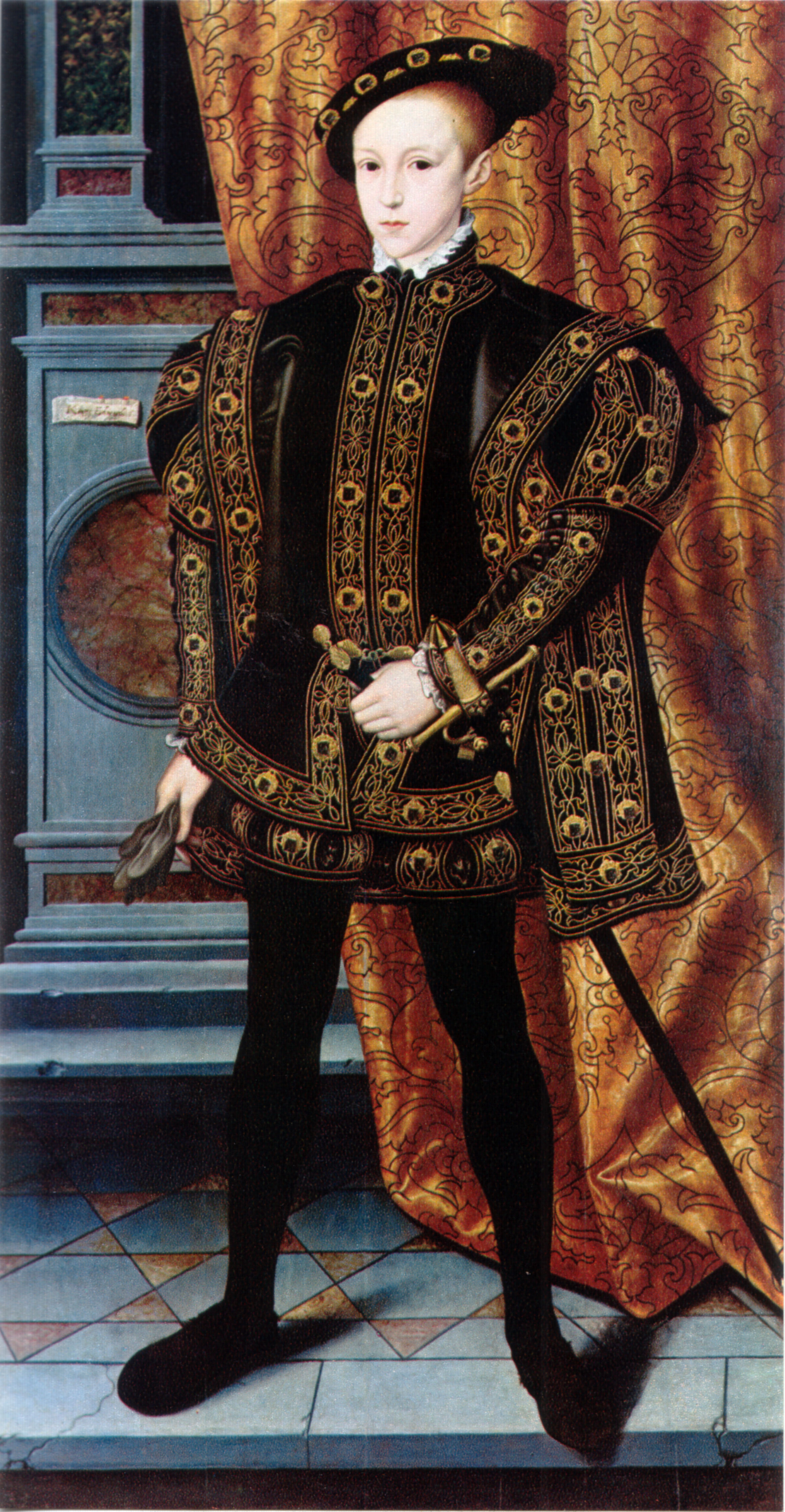
William Scrots, Portrait d'Édouard VI, Hampton Court.
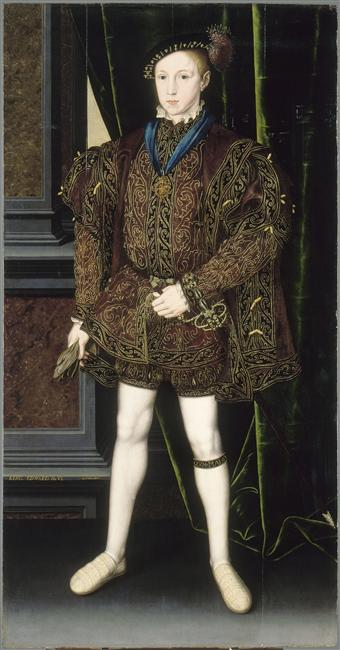
William Scrots, Portrait d'Édouard VI, Paris, Musée du Louvre. L'œuvre a été envoyée à la cour de France en 1552.
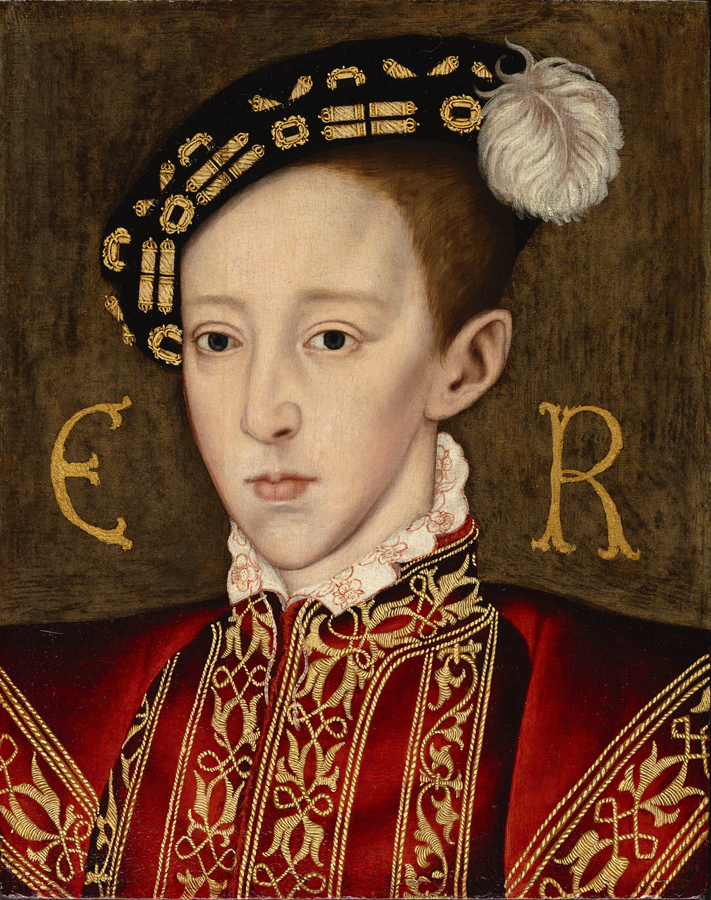
William Scots (entourage), Portrait d'Édouard VI, c. 1550.
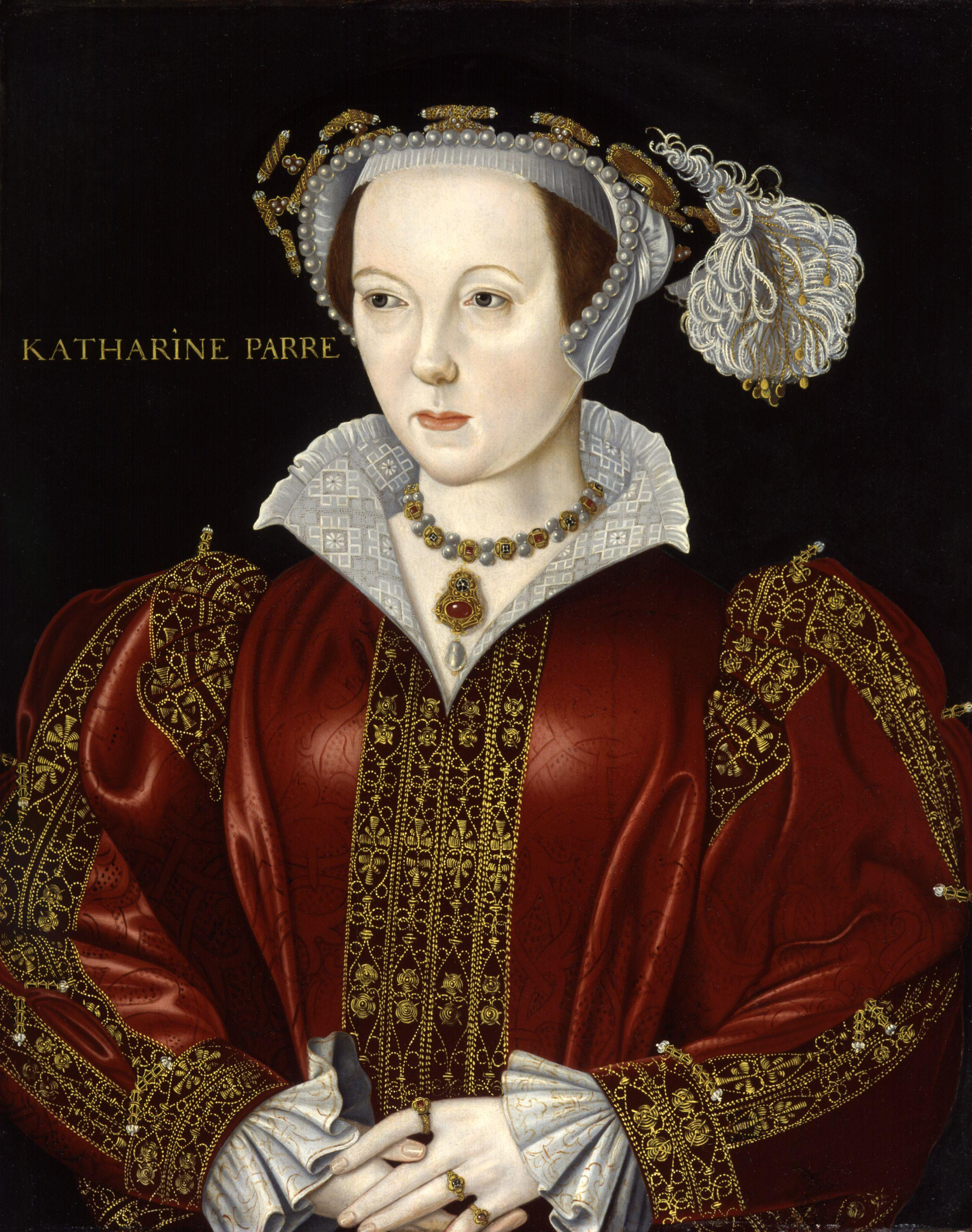
William Scrots, Portrait de Catherine Parr, c. 1545, Londres, National Portrait Gallery.
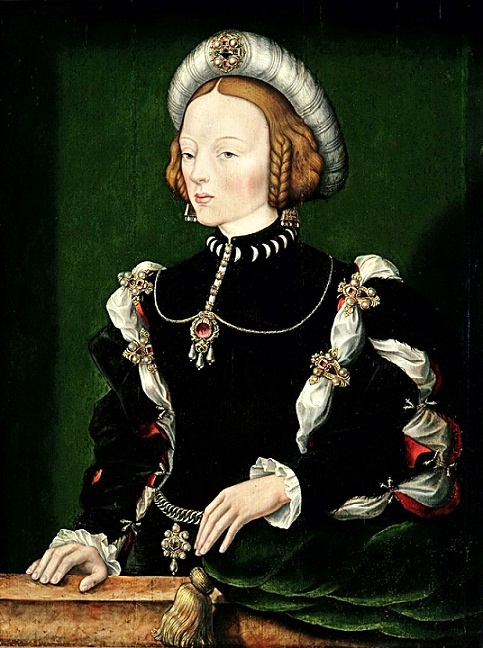
Isabelle de Portugal, Impératrice et reine